# Bibimbap
Le bibimbap (hangeul : 비빔밥)  est un mets très populaire en Corée. La plupart du temps, il s'agit d'un mélange de riz, de viande de bœuf, de légumes sautés ou blanchis, ensuite assaisonnés, et d'un œuf sur le plat, le tout relevé par de la pâte de piment coréenne fermentée (gochujang, 고추장 en hangeul), généralement servi ensemble ou séparément afin de laisser aux convives le soin de ne mettre que la quantité désirée.
Le nom bibimbap vient de la forme substantif, bibim, signifiant en coréen « mélangé » et de bap, le « riz ».
Comme généralement tous les plats de riz en cuisine coréenne, il est accompagné des traditionnels banchan, signifiant en coréen plat d'accompagnement. Il peut s'agrémenter de kimchi, de soupe, etc.
Il est souvent servi dans un bol en pierre (dolsot, 돌솥 en hangeul) chaud et est alors nommé dolsot bibimbap (돌솥비빔밥 en hangeul).

## La symbolique derrière lebibimbap
Le bibimbap est parfois aussi appelé « riz aux cinq couleurs » en raison de la variété de couleurs vives présentes dans le plat. Celles-ci incarnent symboliquement les points cardinaux et les organes du corps selon la médecine traditionnelle coréenne.
Les ingrédients de couleur noire ou sombre (shiitake, algue kim/nori) représentent le nord et les reins ; les rouges ou oranges (piment, carotte) symbolisent le sud et le cœur ; les verts (concombre, épinard) désignent l’est et le foie ; les blancs (riz, soja, radis) évoquent l’ouest ou les poumons et, enfin, les jaunes (l’œuf) sont le centre ou l’estomac. 
L’harmonie de ces cinq couleurs est établie comme équilibrée et le bibimbap est considéré comme bénéfique pour la santé (selon cette perspective de la médecine traditionnelle coréenne).

## Quelques variétés debibimbap
- Albap (알밥), bibimbap aux œufs de poisson
- Andong bibimbap (안동비빔밥)
- Gaeseong carye bibimbap (개성차례비빔밥)
- Geoje domeong gejeosgal bibimbap (거제도멍게젓갈비빔밥)
- Haeju bibimbap (해주비빔밥)
- Hampyeong yughoe bibimbap (함평육회비빔밥)
- Hoe-deopbap (회덮밥), bibimbap au poisson cru
- Jeonju bibimbap (전주비빔밥)
- Jinju bibimbap (진주비빔밥)
- Masan bibimbap (마산비빔밥)
- Pyeongyang bibimbap (평양비빔밥)
- Pyeongan dodalg bibimbap (평안도닭비빔밥)
- Tongyeong bibimbap (통영비빔밥)
- Yughoe bibimbap (육회비빔밥), surmonté d'un tartare de bœuf